# Кресънт Сити
Кресънт Сити (на английски: Crescent City) е град, окръжен център в окръг Дел Нортей, щата Калифорния, САЩ.
Има население от 6399 жители (по приблизителна оценка от 2017 г.) и обща площ от 5,3 km². Намира се на 13 m надморска височина. ЗИП кодовете му са 95531, 95532, 95538, а телефонният му код е 707.